# Penämöjärvi
Penämöjärvi eller Penämönjärvi är en sjö i Finland. Den ligger i kommunen Ranua i landskapet Lappland, i den norra delen av landet, 700 km norr om huvudstaden Helsingfors. Penämöjärvi ligger 181,9 meter över havet. Arean är 4,43 kvadratkilometer och strandlinjen är 13,39 kilometer lång. Sjön  ingår i Simo älvs huvudavrinningsområde. 